# M4 DRAFTING
M4 DRAFTING (ursprünglich MEDUSA, ab 2004 MEDUSA4) ist ein 2D- und  3D-CAD-Programm, das besonders in den Bereichen Maschinen- und Anlagenbau sowie in der Automobil- und Zuliefer-Industrie eingesetzt wird.
M4 DRAFTING basiert auf einem plattformunabhängigen Kern, der, kombiniert mit einer plattformunabhängigen Oberfläche (XML-Konfigurationen für die Administration, Web-basierende Client-Server-Kommunikation in der Datenverwaltung) eine hohe Flexibilität der Betriebssystemstrategie ermöglichen soll. Die Software war ursprünglich sowohl unter Microsoft Windows als auch unter Sun Solaris verfügbar. Ab Version 6 wird M4 DRAFTING nur noch für Microsoft Windows angeboten.
Seit der 4. Generation der 2D- und 3D-CAD-Software bietet die Firma CAD Schroer neben den kommerziellen Paketen auch ein kostenloses Paket für Privatpersonen und kleine Unternehmen an.

## Geschichte
MEDUSA (heute M4 DRAFTING), eines der frühen weitverbreiteten Systeme, begann seine Geschichte in der CAD-Welt der 1970er-Jahre in Cambridge England. Im Jahr 1977 gründete der britische Computer-Forscher Dick Newell zusammen mit Tom Sancha die Firma Cambridge Interactive Systems (CIS), die sich vornehmlich der Entwicklung eines 2D-CAD-Systems widmete. CABLOS war eine CAD-Lösung für die Planung von elektrischen Kabelsystemen, die als Erstes im Jahr 1979 von der Firma Dowty Engineering eingesetzt wurde. Der erste Anwender in Deutschland war BMW, die CABLOS für die Planung der Autoelektronik nutzten. Bald wurde CABLOS unter dem Namen MEDUSA weiter vermarktet und weltweit bekannt. In diesem Zeitraum begann auch die Entwicklung eines eigenen 3D-Modellierungskerns für MEDUSA.
Im Jahr 1980 ging CIS eine Partnerschaft mit Prime Computer ein, einem in den USA beheimateten Hersteller von Computer-Hardware. Prime bekam den Zugriff auf den MEDUSA-Quellcode, sollte der Erfolg für CIS ausbleiben. Im Jahr 1983 wurden CIS und die europäische Vertriebsschwester Applied Graphics Systems (AGS) von Computervision übernommen.
Die deutsche AGS-Niederlassung forcierte von Anfang an die Lokalisierung, Anpassung an die DIN-Zeichnungsnormen, deutschsprachige Dokumentation und die Entwicklung umfangreicher Symbol- und Normteilbibliotheken für die Mechanikkonstruktion. MEDUSA startete deshalb in den 1980er-Jahren besonders erfolgreich im deutschsprachigen Maschinenbaumarkt. Die MEDUSA-Umsätze in diesem Markt betrugen Ende der 1980er-Jahre und Anfang der 1990er-Jahre mehr als die Hälfte des MEDUSA-Umsatzes weltweit. Einer der Erfolgsfaktoren war das 2D-Parametric-System, das 1983 auf den Markt kam. Es wurde zum Vorbild der späteren historienbasierten 3D-Parametric-Systeme. Richard (Dick) Newell war der Entwickler des MEDUSA Parametric-Systems bei CIS, die Brüder Vladimir Geisberg (bei Prime Computer und Computervision) und Samuel Geisberg (als Gründer von PTC) spielten wichtige Rollen bei der Umsetzung des Konzeptes in 3D-Systemen. Das Projekt von Samuel Geisberg, der auf der grünen Wiese ohne historische Altlasten begann, war das erfolgreichere.
MEDUSA war auf den damals neu erschienenen sogenannten 32-bit-Supermini-Computern zu erwerben, deren prominenteste Vertreter die Anbieter DEC (VAX) und Prime Computer waren. Ab 1984 gab es eine Abspaltung (Fork) des MEDUSA, als mit der Übernahme eines Teiles der Rechte und des Codes (Vers. 4.06) der Rechner-Anbieter Prime Computer mit der Software eigene Weiterentwicklungen vornahm (Prime MEDUSA Vers. 1.0.1), die binnen kurzer Zeit nur noch auf Prime-Rechnern korrekt liefen. Daneben wurde auch die ursprüngliche Software bei Computervision weiterentwickelt, sowohl für die DEC-VAX-Nutzer als auch für die Prime-Kunden. Somit gab es über einige Jahre auf Prime-Rechnern zwei sich zunächst auseinanderentwickelnde MEDUSA-Versionen: Prime Medusa und CV Medusa.
Mitte der 1980er-Jahre kostete eine CV-Farbgrafik-Terminalausrüstung für einen MEDUSA-Arbeitsplatz mit einem 19 Zoll-Farbgrafikschirm inkl. der Arbeitsplatz-Lizenzen ca. 145.000 DM. Realistische Kalkulationen enthielten zudem anteilig einen gleich hohen Betrag für die Zentralrechnerausrüstung. Bei solchen Kosten eines Arbeitsplatzes wurde in vielen Unternehmen, die CAD einsetzten, wieder Schichtarbeit im Angestelltenbereich geleistet, um die CAD-Geräte gut auszulasten: die erste Schicht z. B. von morgens 6 Uhr bis mittags 2 Uhr und die zweite Schicht von 2 Uhr bis 10 Uhr abends.
Die parallele MEDUSA-Entwicklung sollte wieder zusammengeführt werden, als Prime das Unternehmen Computervision (kurz CV) übernahm, mit dem Versprechen an die CV-Kundschaft, keinen DEC VAX-Nutzer zum Umstieg auf die Prime-Plattformen nötigen zu wollen. Viele Nutzer trauten den Ankündigungen nicht und wechselten ihr CAD-System. Diese strukturellen Änderungen bei den Herstellern kamen zu einer Zeit, als der Erfolg des PC-basierten AutoCAD zunahm. Die Basis-Funktionalitäten der 2D-Konstruktion wurden auf PCs zu einem Bruchteil der Kosten pro Arbeitsplatz verfügbar, die man von Supermini-Computern oder von vernetzten SUN-Workstations gewohnt war. Längerfristig blieben nur die Nutzer der Prime-CV-Plattform treu, die ihre MEDUSA-Anwendung weit über die 2D-Nutzung hinaus in ihren Konstruktions-Alltag integriert hatten.
Auch die beginnende Ablösung der Zentral-Superminis mit Remote-Arbeitsplätzen wurde noch von MEDUSA-Software begleitet. Populär waren Anfang der 1990er-Jahre die Unix-Workstations von SUN für den Einsatz des CAD-Paketes.
Prime gliederte sich in die zwei Säulen Prime Hardware, die für die proprietären Rechner zuständig war, sowie Prime Computervision, die für das CAD/CAM-Geschäft mit MEDUSA und CADDS zuständig war. Nach Einstellung der proprietären PrimOS-Rechnerproduktion und Abgabe der Wartungsverpflichtungen an einen Dritt-Hersteller folgte eine Konzentration auf das CADCAM-Softwaregeschäft mit Umbenennung von Prime Computervision in Computervision.
1998 wurde Computervision durch die Parametric Technology Corporation (PTC) übernommen. Die über Jahre stagnierende Entwicklung von MEDUSA NG (Next Generation) wurde wieder forciert. Dabei wurde die bestehende Entwicklungspartnerschaft mit den Entwicklern der Firma Quintic in Cambridge, deren Mitarbeiter schon in den CIS-Tagen an der Entwicklung von MEDUSA beteiligt waren, übernommen und verstärkt. In MEDUSA NG wurde die bisher übliche Bedienung über das Tablett durch eine neue icon- und menübasierte Bedienung ergänzt.
Unter den Fittichen von PTC wurde von Quintic ein neues Projekt mit dem Codenamen „Pegasus“ gestartet. Dabei sollte MEDUSA als 2D-Detaillierprogramm für Pro/E-Zeichnungen dienen.
Im Jahr 2001 veräußerte PTC den Produktbereich MEDUSA an die Firma CAD Schroer. Damit kam MEDUSA in den Besitz einer Firma, die mit dem Produkt groß geworden war. Auch die Entwicklungspartnerschaft mit Quintic wurde übernommen. CAD Schroer brachte das Projekt Pegasus unter dem Namen STHENO/PRO im Jahr 2002 auf den Markt und integrierte die Benutzeroberfläche in die neue Version MEDUSA4. Diese vierte Generation der MEDUSA-Software wurde im Jahr 2004 als MEDUSA4 veröffentlicht. Sie beinhaltete eine komplette Überarbeitung des Funktionsumfangs, die Entwicklung einer neuen Benutzeroberfläche (GUI) auf QT-Basis, die Möglichkeit des Datenaustauschs mit anderen Systemen, und die Portierung auf Linux.
CAD Schroer übernahm im Jahr 2005 den Partner Quintic, der heute als CAD Schroer UK agiert.
2015 veröffentlichte CAD Schroer MEDUSA4 Version 6.0 mit einer komplett überarbeiteten Benutzeroberfläche. Dabei wurde die Software nicht nur optisch, sondern mit der Umstellung auf das Ribbon-Bedienkonzept, auch in seiner Handhabung überarbeitet.
Seit 2021 sind die Produkte unter neuen Namen erhältlich: MEDUSA4 ist jetzt (mit Veröffentlichung der Version 7.0) M4 DRAFTING und MEDUSA4 Personal heißt seither M4 PERSONAL.

## Zusatzapplikationen für M4 DRAFTING
- M4 PLANT: 2D/3D Kombinationspaket für den Anlagenbau und die Fabrikplanung
- MEDRaster Colour: Modul für die gleichzeitige Bearbeitung von CAD-Zeichnungen mit Daten aus dem Bestand der Papierdokumente
- MEDParts: CAD-Normteile und Symbole für Technische Zeichnungen
- 3D: 3D CAD Modellierung
- Sheet Metal Design: Blechbearbeitung
- 3D TERRAIN: Geländemodellierung
- P&ID: Rohrleitungs- und Instrumentierungsdiagramme (R&I)
- Parametrics: Parametrisierung von Konstruktionsdaten
- MEDInfo: Informations- und Dokumentverwaltungssystem
- MEDPro: bidirektionale Interoperabilität mit PTC Creo Parametric
- Für die Datenverwaltung bietet M4 DRAFTING auch Anbindungen an PTCs Windchill, Siemens Teamcenter und SAPs mySAP.
- CADConvert Pro: Datenaustausch mit DXF bzw. DWG
- transforMed-ARX: Import-Filter für M4 DRAFTING-Zeichnungen; in AutoCAD integriert – Fa. COMSA
- transforMed-DXG/DXF: DXF/DWG-Konverter für M4 DRAFTING-Zeichnungen; Standalone-Applikation – Fa. COMSA

## M4 PERSONAL
M4 PERSONAL ist das kostenlose Paket der 2D/3D-CAD Software und ist auf den privaten Gebrauch sowie die Nutzung in kleinen Unternehmen ausgerichtet.
Dieses Paket beinhaltet viele Funktionen der kommerziellen Pakete (z. B. SMART Edit, basic 3D), sowie Zusatzmodule wie Parametrics und Raster Colour für die Farbbild-Integration.
Einschränkungen: Druck mit Wasserzeichen, Eigenständiges Blattformat, Registrierung erforderlich. Die kostenlose Lizenz ist auf 12 Monate beschränkt, eine Verlängerung ist möglich.

## Benutzer-Vereinigung MED-USER
In den 1980er Jahren gab es auch eine sehr aktive Community von MEDUSA-Anwendern in Deutschland. Diese gründete den Benutzer-Verein MED-USER, der zu Fragen der Software-Verwendung, -Weiterentwicklung, der CAD-CAM-Datenkopplung, der Datenbank-Anbindungen einige Konzepte entwickelten und diese gegenüber den Systemanbietern zur Einbindung und Umsetzung einforderte. Noch heute existiert ein harter Kern von MEDUSA-Nutzern, die das System nunmehr über mehrere Jahrzehnte in Gebrauch haben.